# Теодор Антоній Ванькович
Теодор Антоній Ванькович (пол. Teodor Antoni Wańkowicz, біл. Тэадор Антоні Ваньковіч) (народився орієнтовно в 17 столітті в Мінську — помер десь в 1710 році)— шляхтич мінський, дворянського кола-герба Лиса з роду Ваньковичів. Державний діяч Великого князівства Литовського, стольник й підстароста мінського суду, староста підусяцький та каштелян Мінський (1709—1710) і депутат Трибуналу Великого Князівства Литовського.

## Короткі відомості
Теодор Антоній Ванькович був з дворянського роду Ваньковичів, які стояли за гербом Лиса. Його батько Петро Ванькович, був військовим очільником в Мінську та довкола нього, а мати, Ганна Дунінай-Глушинська, була дочкою волковинського хорунжого.
Теодор Антоній вів життя-діяльність - притаманну тодішньому дворянському середовищу, пройшовши усі щабелі королівської служби. Від стольника й підстароста мінського суду, староста підусяцький та каштелян Мінський (1709—1710) - до королівського намісництва, отримавши незадовго до своєї смерті - каштелянство в Мінську. Теодора п'ять разів обирали до вищого апеляційного суду Великого Князівства - Трибуналу Великого Князівства Литовського. Був засідателем та очільником в різних місцевих соймах та фіскальних судах. Вважається релігійним меценатом та сподвижником шкільництва в краї — був засновником-очільником кляшторів-монастирів в Мінську: монастиря кармелітів, монастиря боніфратрів, зафондував значні кошти на відкриття монастиря францисканців та ще кількох інших церковних споруд. 
Оженився Теодор Антоній Ванькович на Ганні Войшнар - дочці лідського земського писаря і мав від неї двох синів Стефана і Антонія (які доволі рано померли) та п'ятьох дочок. Продовжувачами роду стали його дочки:
- Софія → стала дружиною мінського воєводи Францишка Володковича
- Гелена → стала дружиною земського судді Яна Рудальтовського з Новогрудок
- Катерина → стала дружиною вількомірського земського судді Яна Ярмоловича
- Францішка →  стала настоятелькою монастиря бенедиктинців при відомому мінському Костелі святого Войцеха
- Колумба →  стала послушницею і згодом старшою сестрою при тому ж монастирі бенедиктинців